# Nicolai Eigtved

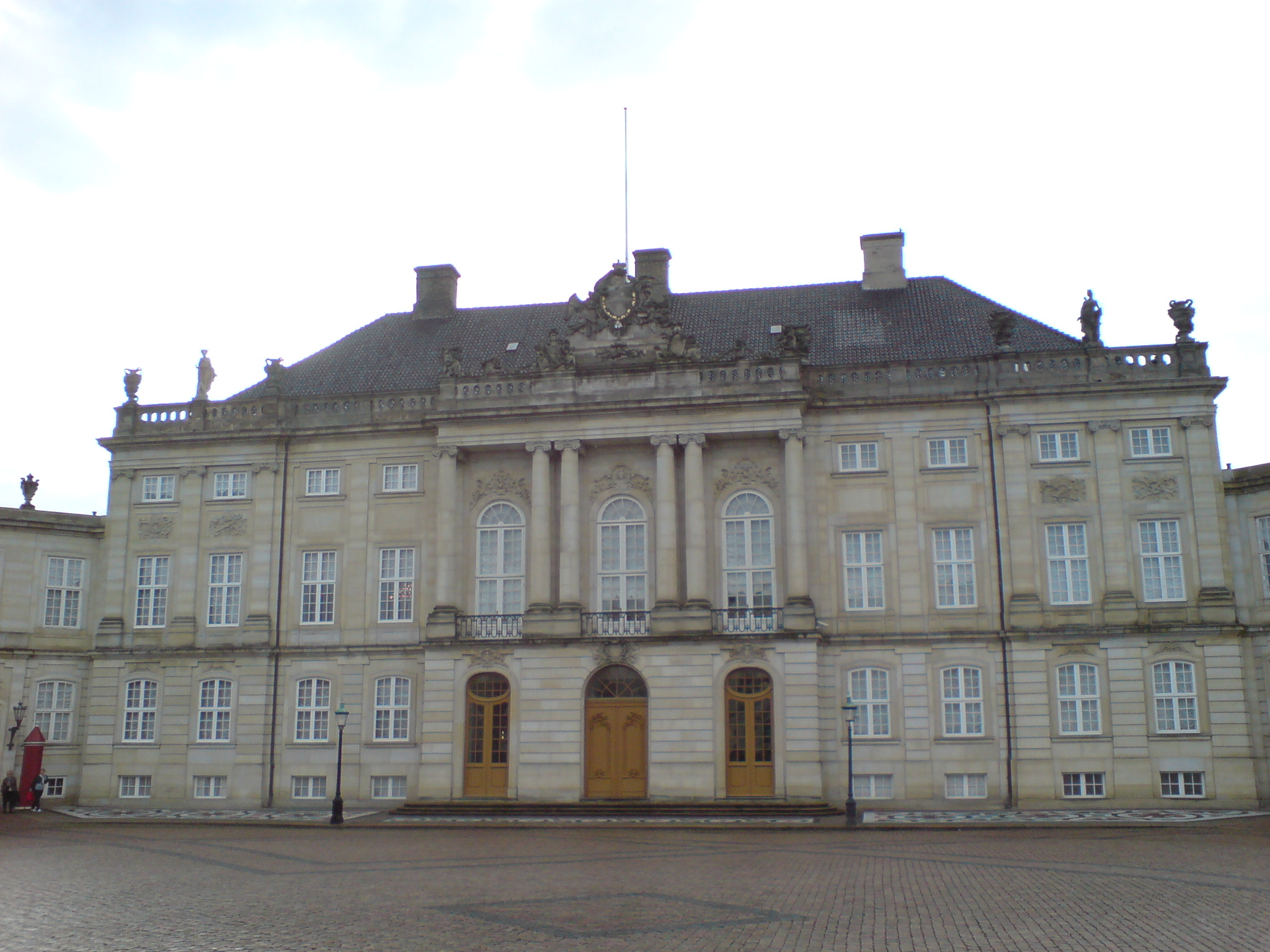
Christian VII:s Palæ

Nicolai Eigtved, född 22 juni 1701 i Egtved på Jylland, död 7 juni 1754, var en dansk arkitekt.
Eigtved var den främste arkitekten under senbarocken och tillsammans med Laurids de Thurah en av de ledande förespråkarna av den franska rokokostilen i Danmark. Eigtvet utbildades dels i Dresden, där han under Matthäus Daniel Pöppelmann var verksam vid Zwingern, dels i Italien. Han ingick därefter på den militära banan, där han steg i graderna till överste, men var samtidigt hovbyggmästare. I yngre år var han verksam vid Christiansborgs nya slott, vars båggångar anses skapade av Eigtved. Han byggde även det närliggande Prinsens Palæ med dess eleganta flyglar åt gatan. Även några slott på landet erhöll han i uppdrag att bygga. Under senare år var han sysselsatt vid hus- och palatsbyggnader vid Bredgade och Amaliegade i Köpenhamn. Vid den förra gatan märks Frederiks Hospital (huvudbyggnaden, nu Kunstindustrimuseum) och Schmmelmanns Palæ (nu Odd Fellow Palæet). Eigtved främsta arbete blev de fyra paviljonger, sirliga små palats, som nu bildar Amalienborg. Även planläggningen av trädgården är Eigtveds verk, och Marmormorkirken i anslutning till slottet, som dock uppfördes först efter hans död. Eigtved spelade en viktig del i grundandet av Det Kongelige Danske Kunstakademi i Köpenhamn, och var dess första danskfödde direktören for institutionen.

## Byggnadsverk (urval)
- Prinsens Palæ, Köpenhamn, 1743-1744
- Det Kongelige Teater, Köpenhamn, 1748
- Frederiksstaden, stadsplan, Köpenhamn, 1749-1754
- Amalienborg slott, Köpenhamn, 1749-1754